# Coutos de Viseu
Coutos de Viseu é uma freguesia portuguesa do município de Viseu, com 24,22 km² de área e 1500 habitantes (censo de 2021). A sua densidade populacional é 61,9 hab./km².

## História
Constituiu no passado, os coutos de Santa Eulália.
Foi constituída freguesia em 2013, com a designação de União das Freguesias de Couto de Baixo e Couto de Cima, no âmbito de uma reforma administrativa nacional, pela agregação das antigas freguesias de Couto de Baixo e Couto de Cima.
Passou a designar-se Coutos de Viseu, a nova denominação foi aprovada pela Assembleia da República a 17 de abril de 2015, e publicada pela Lei n.º 47/2015 de 5 de junho, no Diário da República.

## Património
- Pelourinho de Couto de Baixo
- Anta do Repilau (Couto de Cima)
- Anta 1 da Lameira do Fojo (Couto de Cima)

## Demografia
A população registada nos censos foi:
| Ano  | 0-14 Anos | 15-24 Anos | 25-64 Anos | > 65 Anos |
| 2001 | 229       | 283        | 819        | 335       |
| 2011 | 222       | 152        | 861        | 372       |
| 2021 | 150       | 142        | 729        | 479       |

À data da junção das freguesias, a população registada no censo anterior foi:
| Freguesia atual | Freguesia atual  | Freguesia atual | Freguesias antigas | Freguesias antigas | Freguesias antigas |
| Freguesia       | População (2011) | Área (km²)      | Freguesia          | População(2011)    | Área(km²)          |
| --------------- | ---------------- | --------------- | ------------------ | ------------------ | ------------------ |
| Coutos de Viseu | 1607             | 24,22           | Couto de Baixo     | 756                | 11,20              |
| Coutos de Viseu | 1607             | 24,22           | Couto de Cima      | 851                | 13,02              |